# Lasiochalcidia thresiae
Lasiochalcidia thresiae är en stekelart som beskrevs av T.C. Narendran 1989. Lasiochalcidia thresiae ingår i släktet Lasiochalcidia och familjen bredlårsteklar. Inga underarter finns listade i Catalogue of Life.